# 西谷大成
西谷 大成（にしたに たいせい、1996年10月26日 - ）は、日本の男性総合格闘家。JAPAN TOP TEAM所属。2020年よりDEEP、2022年よりBreakingDown、2023年よりRIZINに出場。岡山県岡山市出身。

## 来歴
高校生時に半年間レスリングを習い、岡山の地下格闘技大会に出場。建設業への従事を経て、朝倉未来と三崎優太による若手格闘家育成プロジェクト「朝倉未来1年チャレンジ」のオーディションに応募して合格。2020年に岡山から上京。
2020年8月23日に開催された「DEEP 95 IMPACT」でDEEPに初出場し、総合格闘家としてプロデビュー。岩永翔吾と対戦し、1Rにリアネイキッドチョークで一本勝ち。以降、2022年5月までに樋口武大、高塩竜司、井上雄斗、山本歩夢、山口コウタ、鬼山斑猫、鷹辰、星野豊とDEEPで対戦し、4勝5敗の戦績を残した。
2022年7月に開催された「BreakingDown5」でBreakingDownに初出場。ペルー生まれのハイメと対戦し、59秒右ストレートからの左フックでKO勝利。以降2023年5月までに、元プロボクサーの池水達也、元DEEP王者の横田一則、ホストの知念勝太と対戦し、全勝した。
DEEPでは2022年9月にTATSUMI、2023年5月に高野優樹に勝利し、初の連勝。

### RIZIN出場
2023年6月24日に開催された「RIZIN.43」でRIZINに初出場。鈴木博昭と対戦し、1Rに跳び膝蹴りに左フックを合わされてダウンを奪われ、パウンドによるTKO負け。
同年8月に開催された「BreakingDown9」では、K-1 WORLD MAX 2002の王者であるアルバート・クラウスと対戦。試合は判定5-0で勝利した。
同年11月19日に初開催されたキックボクシングイベント『FIGHT CLUB』で行われた「YA-MAN軍vs.朝倉未来軍」の対抗戦に朝倉未来軍の選手として出場。山口裕人と対戦し、3度のダウンを奪い1RKO勝利。
2024年1月にYouTubeチャンネル「西谷大成の闇谷ちゃんねる」を開設。開設以前までは「朝倉未来1年チャレンジ」同期生のヒロヤと共同でYouTubeチャンネル「ヒロヤとニッシーちゃんねる」を配信してきた。なお、「闇谷」とは、RIZIN.45でヒロヤが新井丈にKO勝利した試合を観た西谷が飲み会で泣き始め、愚痴をこぼしていた様子を見た朝倉未来が「闇谷」と名付けた。
同年2月に開催された「BreakingDown11」ではYURAと対戦。大会前のオーディションでYURAに対戦要求し、キックルールでの試合が決定した。試合前日記者会見ではBreakingDownの引退を賭けて戦うことを提案し、YURAも了承した。試合は2度のダウンを奪われ、KO負け。
同年4月29日に開催された「RIZIN.46」で高木凌と対戦。1Rに右ストレートでダウンを奪われた後、パウンドによるTKO負け。
同年8月31日に開催された「DEEPサマーフェスティバル2024 inお台場」で海飛と対戦。雨が振る中での野外ステージで試合が行われ、2Rにフロントチョークを極められ、一本負け。試合後、Instagramのストーリーに「引退します。田舎に帰って仕事します」と投稿。9月4日には自身のYouTubeチャンネルで、「MMAは一旦は終了する。YouTubeをやりながら柔術の黒帯を目指す」と話し、同じく7月に格闘家を引退した朝倉未来とともに柔術に取り組む。
同年9月16日に「ヌルヌルローション総合格闘技対決」として朝倉未来と対戦したものが、朝倉未来の公式YouTubeチャンネルで公開された。この企画は「DEEPサマーフェスティバル」での試合から着想を得た朝倉が、敗戦した西谷を励ます趣旨で行われた。朝倉は「あの試合で最後でいいのか」、「来年あたりに復活しようか？」などと話し、同企画に参加したBreakingDown選手の井原良太郎、瓜田純士、啓之輔らも「西谷君、引退ダメっすわ！」、「にっしー引退撤回してください！」などと声を掛け、「そうっすね。とりあえずね、雨の日に外で」と答えた。
同年12月に開催された「BreakingDown14」で大宮喧嘩自慢のメカ君とパウンド有のベアナックル特別ルールで対戦し、判定5-0で勝利。勝利者マイクでは「格闘技やってるんかやってないんか分からない状態です。あと1回だけやらせてくれ頼むから。まだやりたいです（格闘技）。お願いします」と涙声で訴えた。
2025年3月に開催された「BreakingDown15」では、メインイベントとして白川ダーク陸斗とのJAPAN TOP TEAMの同門対決を行った。1分3ラウンドルールで行われた試合は3ラウンド目に白川から2度のダウンを奪い、白川が足を痛めてTKO勝利となった。勝利者マイクでは、「やべえ、勝っちゃった。何か複雑やわ」などと話した。
2025年5月4日に東京ドームで開催された「RIZIN男祭り」で萩原京平と対戦し、1ラウンド3分36秒KO負け。
2025年7月13日におおきにアリーナ舞洲で開催された「BreakingDown16」のメインイベントで赤田功輝と対戦。事前に行われたオーディションで井原良太郎との対戦が決定していたが、赤田およびYURAの出場に伴いくじ引きをした上で改めて対戦カードを決めることとなり、くじ引きの結果赤田との対戦が決定した。試合は2回に赤田の左ストレートをもらい、ダウン。立ち上がったが、ケージにもたれかかり、レフェリーに背を向けた状態で10カウントが過ぎたことからKO負けとなった。

## 戦績

### プロ総合格闘技
| 総合格闘技 戦績 | 総合格闘技 戦績 | 総合格闘技 戦績 | 総合格闘技 戦績 | 総合格闘技 戦績 | 総合格闘技 戦績 | 総合格闘技 戦績 |
| --------------- | --------------- | --------------- | --------------- | --------------- | --------------- | --------------- |
| 15 試合         | (T)KO           | 一本            | 判定            | その他          | 引き分け        | 無効試合        |
| 6 勝            | 0               | 4               | 2               | 0               | 0               | 0               |
| 9 敗            | 4               | 2               | 3               | 0               | 0               | 0               |

| 勝敗 | 対戦相手   | 試合結果                         | 大会名                              | 開催年月日     |
| ×    | 萩原京平   | 1R 3:36 KO（左フック）           | RIZIN男祭り                         | 2025年5月4日   |
| ×    | 海飛       | 2R 1:50 ギロチンチョーク         | DEEP SUMMER FESTIVAL 2024           | 2024年8月31日  |
| ×    | 高木凌     | 1R 4:04 KO（右ストレート）       | RIZIN.46                            | 2024年4月29日  |
| ×    | 鈴木博昭   | 1R 0:56 TKO（左フック→パウンド） | RIZIN.43                            | 2023年6月24日  |
| ○    | 高野優樹   | 5分3R終了 判定3-0                | DEEP 113 IMPACT                     | 2023年5月7日   |
| ○    | TATSUMI    | 5分2R終了 判定3-0                | DEEP TOKYO IMPACT 2022 5th ROUND    | 2022年9月11日  |
| ×    | 星野豊     | 5分2R終了 判定0-3                | DEEP TOKYO IMPACT 2022 4th ROUND    | 2022年5月29日  |
| ○    | 鷹辰       | 2R 0:34 スピニングチョーク       | DEEP TOKYO IMPACT 2022 1st ROUND    | 2022年3月12日  |
| ×    | 鬼山斑猫   | 5分2R終了 判定0-3                | DEEP 105 IMPACT                     | 2021年12月12日 |
| ○    | 山口コウタ | 1R 0:32 リアネイキッドチョーク   | DEEP TOKYO IMPACT 2021〜1st ROUND〜 | 2021年10月17日 |
| ×    | 山本歩夢   | 1R 3:09 TKO（グラウンドパンチ）  | DEEP 101 IMPACT                     | 2021年6月20日  |
| ○    | 井上雄斗   | 2R 0:23 スピニングチョーク       | DEEP 100 IMPACT〜20th Anniversary〜 | 2021年2月21日  |
| ×    | 高塩竜司   | 5分2R終了 判定0-3                | DEEP TOKYO IMPACT 2020              | 2020年12月19日 |
| ×    | 樋口武大   | 1R 3:24 アンクルホールド         | DEEP 98 IMPACT                      | 2020年11月1日  |
| ○    | 岩永翔吾   | 1R 1:44 リアネイキッドチョーク   | DEEP 95 IMPACT                      | 2020年8月23日  |

### プロキックボクシング
| キックボクシング 戦績 | キックボクシング 戦績 | キックボクシング 戦績 | キックボクシング 戦績 | キックボクシング 戦績 | キックボクシング 戦績 | キックボクシング 戦績 |
| --------------------- | --------------------- | --------------------- | --------------------- | --------------------- | --------------------- | --------------------- |
| 1 試合                | (T)KO                 | 判定                  | その他                | 引き分け              | 無効試合              |                       |
| 1 勝                  | 1                     | 0                     | 0                     | 0                     | 0                     |                       |
| 0 敗                  | 0                     | 0                     | 0                     | 0                     | 0                     |                       |

| 勝敗 | 対戦相手 | 試合結果                           | 大会名     | 開催年月日     |
| ○    | 山口裕人 | 1R 2:56 TKO（3ダウン：パンチ連打） | FIGHT CLUB | 2023年11月19日 |

### アマチュアキックボクシング
| 勝敗 | 対戦相手             | 試合結果                    | 大会名         | 開催年月日    |
| ×    | 赤田功輝             | 2R TKO                      | BreakingDown16 | 2025年7月13日 |
| ○    | 白川ダーク陸斗       | 3R 0:46 TKO（パンチ連打）   | BreakingDown15 | 2025年3月2日  |
| ×    | YURA                 | 1R 0:53 TKO（右ストレート） | BreakingDown11 | 2024年2月18日 |
| ○    | アルバート・クラウス | 1分1R終了 判定5-0           | BreakingDown9  | 2023年8月26日 |
| ○    | 知念勝太             | 1分1R終了 判定4-0           | BreakingDown8  | 2023年5月21日 |
| ○    | 横田一則             | 1分1R+延長1R終了 判定5-0    | BreakingDown7  | 2023年2月19日 |
| ○    | 池水達也             | 1分1R終了 判定5-0           | BreakingDown6  | 2022年11月3日 |
| ○    | ハイメ               | 1R 0:59 KO（左フック）      | BreakingDown5  | 2022年7月17日 |

### ベアナックル総合格闘技
| 勝敗 | 対戦相手 | 試合結果          | 大会名         | 開催年月日    |
| ○    | メカ君   | 1分1R終了 判定5-0 | BreakingDown14 | 2024年12月8日 |

### 試合映像
1. ↑  『【試合映像】鈴木博昭 vs. 西谷大成 / Hiroaki Suzuki vs. Taisei Nishitani - RIZIN.43』RIZIN公式YouTubeチャンネル、2023年。
2. ↑  『【試合映像】高木凌 vs. 西谷大成 / Ryo Takagi vs. Taisei Nishitani - Yogibo presents RIZIN.46』RIZIN公式YouTubeチャンネル、2024年。

### 補足映像
1. ↑  『【番組】RIZIN CONFESSIONS #127（※番組内で試合映像＆西谷大成と鈴木博昭による試合振り返りドキュメンタリー番組）』RIZIN公式YouTubeチャンネル、2023年。
2. ↑  『【番組】RIZIN CONFESSIONS #149（※番組内で試合映像＆西谷大成と高木凌による試合振り返りドキュメンタリー番組）』RIZIN公式YouTubeチャンネル、2024年。